# Sindrome di Parry-Romberg
La sindrome di Parry–Romberg, o emiatrofia facciale o atrofia emifacciale progressiva, è una malattia rara e incurabile che colpisce i tessuti craniofacciali.
La malattia ha decorso benigno, quindi non è causa di morte, ma è fortemente invalidante e deformante e causa la progressiva deformazione di una parte del volto. La sindrome è causata da un difetto nella vascolarizzazione.
La degenerazione dei tessuti, ad andamento progressivo, porta all'atrofizzazione dei tessuti sottocutanei e della muscolatura facciale. Colpisce in prevalenza il sesso femminile e compare tra i 5 ed i 15 anni. La deplezione del grasso sottocutaneo così come la perdita del tessuto muscolare, causa una forte asimmetria del volto e può generare a sua volta dolore, anche intenso, dovuto al diverso grado di stiramento del volto e allo sprofondamento e/o accavallamento dell'arcata dentale.
Può manifestarsi anche con l'abbondante perdita dei capelli.
La malattia normalmente smette di progredire entro i 20 anni. Si può a quel punto tentare di ricorrere alla chirurgia estetica.
Una ricostruzione effettuata prima dell'arresto della malattia non è risolutiva: in tal caso l'organismo attacca, deteriorandolo, anche il tessuto trapiantato.